# Connell (Washington)
Connell  es una ciudad ubicada en el condado de Franklin en el estado estadounidense de Washington. En el año 2000 tenía una población de 2.956 habitantes y una densidad poblacional de 399,5 personas por km².

## Geografía
Connell se encuentra ubicado en las coordenadas 46°39′30″N 119°51′39″O / 46.65833, -119.86083.

## Demografía
Según la Oficina del Censo en 2000 los ingresos medios por hogar en la localidad eran de $33.992, y los ingresos medios por familia eran $38.309. Los hombres tenían unos ingresos medios de $30.129 frente a los $24.444 para las mujeres. La renta per cápita para la localidad era de $12.600. Alrededor del 19,5% de la población estaban por debajo del umbral de pobreza.